# Friederike Matejka
Friederike Matejka (ur. 7 marca 1943 w Grazu) – austriacka saneczkarka, uczestniczka Zimowych Igrzysk Olimpijskich 1964.
W lutym 1960 roku zajęła 11. miejsce w jedynkach kobiet podczas saneczkarskich mistrzostw Europy juniorów.
W 1964 roku wystartowała na igrzyskach w Innsbrucku, podczas których wzięła udział w rywalizacji kobiet w saneczkarstwie. Zajęła siódme miejsce w zawodach – w poszczególnych ślizgach uzyskała kolejno: ósmy, piąty, ósmy i dziewiąty rezultat. Łącznie straciła 10,01 s do zwyciężczyni zawodów, Ortrun Enderlein.

## Igrzyska olimpijskie
| Miejsce | Data                      | Miejscowość | Konkurencja | Ślizg 1 | Ślizg 1 | Ślizg 2 | Ślizg 2 | Ślizg 3 | Ślizg 3 | Ślizg 4 | Ślizg 4 | Łącznie | Strata | Zwyciężczyni     |
| Miejsce | Data                      | Miejscowość | Konkurencja | Czas    | Miejsce | Czas    | Miejsce | Czas    | Miejsce | Czas    | Miejsce | Łącznie | Strata | Zwyciężczyni     |
| ------- | ------------------------- | ----------- | ----------- | ------- | ------- | ------- | ------- | ------- | ------- | ------- | ------- | ------- | ------ | ---------------- |
| 7.      | 30 stycznia–4 lutego 1964 | Innsbruck   | jedynki     | 53,61   | 8.      | 52,98   | 5.      | 53,94   | 8.      | 54,15   | 9.      | 3:34,68 | 10,01  | Ortrun Enderlein |